# Baywatch Nights
Baywatch Nights ist eine US-amerikanische Krimiserie und ein Spin-off der in den 1990er-Jahren weltweit erfolgreichen Serie Baywatch – Die Rettungsschwimmer von Malibu. Entwickelt wurde die Serie von den Baywatch-Machern, Michael Berk, Gregory J. Bonann und Douglas Schwartz, sowie von Baywatch-Hauptdarsteller David Hasselhoff. Die Hauptrolle übernimmt auch hier wieder Hasselhoff.
Die Erstveröffentlichung fand in den Vereinigten Staaten am 30. September 1995 über Syndication statt. Im deutschsprachigen Raum war die Serie erstmals ab dem 14. Juli 1996 beim Sender Sat.1 zu sehen. 

## Handlung
Der aus der Mutterserie bekannte Sgt. Garner Ellerbee hängt während einer Midlife-Crisis seinen Polizeiberuf an den Nagel, um als Privatdetektiv zu arbeiten. Sein alter Freund Mitch Buchannon hilft ihm dabei und übernimmt die Detektei in der zweiten Staffel. Zur Seite steht ihnen unter anderem die junge Polizistin Ryan McBride. Seinen Sitz hat die Detektei über dem Nachtclub Nights, dessen Besitzer Lou Raymond ist.
Im Zuge der Umstrukturierung nach der ersten Staffel widmeten sich die Figuren mehr paranormalen Phänomenen, bei denen sie durch den Experten Diamont Teague unterstützt werden.

## Besetzung und Synchronisation
Die deutsche Synchronisation entstand durch die Synchronfirma Studio Hamburg Synchron.
| Rollenname           | Schauspieler          | Episoden        | Synchronsprecher      |
| -------------------- | --------------------- | --------------- | --------------------- |
| Mitch Buchannon      | David Hasselhoff      | 1.01–2.22       | Andreas von der Meden |
| Det. Ryan McBride    | Angie Harmon          | 1.01–2.22       | Gundula Liebisch      |
| Destiny Desimone     | Lisa Stahl            | 1.01–1.10       | Monika Barth          |
| Sgt. Garner Ellerbee | Gregory Alan Williams | 1.01–1.22, 2.22 | Rolf Jülich           |
| Lou Raymond          | Lou Rawls             | 1.01–1.22       | Horst Breiter         |
| Griff Walker         | Eddie Cibrian         | 1.11–2.22       | Konstantin Graudus    |
| Donna Marco          | Donna D’Errico        | 1.11–2.22       | Tina Eschmann         |
| Diamont Teague       | Dorian Gregory        | 2.01–2.22       | Uli Krohm             |

## Hintergrund
Während die erste Staffel überwiegend dem Detektiv-Genre zugeordnet werden konnte, führten sinkende Zuschauerzahlen und der Erfolg von Akte X – Die unheimlichen Fälle des FBI zu einer anderen Ausrichtung der Serie für die zweite Staffel. So wurden paranormale Erscheinungen in die Serie eingebaut. Doch auch trotz dieser Änderungen verbesserten sich die Zuschauerzahlen nicht, sodass die Serie nach zwei Staffeln und 44 Episoden am 16. Mai 1997 beendet wurde.
In Deutschland zeigte der Sender Sat.1 vom 14. Juli 1996 bis zum 5. Januar 1997 die erste Staffel mit jeweils einer Folge pro Woche. Die zweite Staffel wurde dort vom 22. April bis zum 25. Mai 1998 mit je einer Folge pro Tag ausgestrahlt.